# Araçoiaba da Serra
Araçoiaba da Serra este un oraș în São Paulo (SP), Brazilia. 